# João da Silva e Sousa
João da Silva e Sousa foi um administrador colonial português que exerceu o cargo de governador-geral da Capitania do Rio de Janeiro entre 1669 e 1674, tendo sido antecedido por Pedro Mascarenhas de Lencastre e sucedido por Matias da Cunha.[carece de fontes?] Também foi Capitão-General na Capitania-Geral do Reino de Angola entre 1680 e 1684, tendo sido antecedido por Pires de Saldanha de Sousa e Meneses e sucedido por Luís Lobo da Silva..